# Agrilus sylviae
Agrilus sylviae é uma espécie de inseto do género Agrilus, família Buprestidae, ordem Coleoptera.
Foi descrita cientificamente por Niehuis, 1992.